# Lista dei treni ad alta velocità
La seguente è una lista dei treni ad alta velocità intesi come omologati per velocità massima uguale o maggiore di 200 km/h.
| Classificazione               | Operatore                      | Famiglia              | Produttore                                                 | Velocità esercizio commerciale | Velocità massima raggiungibile | Inizio servizio AV | Fine servizio AV Dismissione | Immagine |
| ----------------------------- | ------------------------------ | --------------------- | ---------------------------------------------------------- | ------------------------------ | ------------------------------ | ------------------ | ---------------------------- | -------- |
| Acela Express                 | Amtrak                         | TGV (derivato)        | Bombardier Alstom                                          | 241 km/h                       | 266 km/h                       | 2000               |                              |          |
| AGV 575                       | NTV                            | AGV                   | Alstom                                                     | 300 km/h                       | 360 km/h                       | 2012               |                              |          |
| Afrosiyob                     | Uzbekistan Temir Yullari       | Talgo (250)           | Talgo Ingeteam                                             | 250 km/h                       | 250 km/h                       | 2011               |                              |          |
| Alfa Pendular                 | CP                             | Pendolino             | Fiat Ferroviaria                                           | 220 km/h                       | 236.6 km/h                     | 1998               |                              |          |
| Alvia class 120               | RENFE                          |                       | CAF Alstom                                                 | 250 km/h                       | 250 km/h                       | 2004               |                              |          |
| Alvia class 130               | RENFE                          | Talgo (250)           | Talgo Bombardier                                           | 250 km/h                       | 280 km/h                       | 2007               |                              |          |
| Avant class 104               | RENFE                          | Pendolino             | Alstom CAF                                                 | 250 km/h                       | 270 km/h                       | 1999               |                              |          |
| Avant class 114               | RENFE                          | Nuovo Pendolino       | Alstom CAF                                                 | 250 km/h                       | 250 km/h                       | 2009               |                              |          |
| Avant class 121               | RENFE                          |                       | CAF Alstom                                                 | 250 km/h                       | 250 km/h                       | 2009               |                              |          |
| AVE Class 100                 | RENFE                          | TGV                   | Alstom CAF                                                 | 300 km/h                       | 300 km/h                       | 1992               |                              |          |
| AVE Class 102-112             | RENFE                          | Talgo (350)           | Talgo Bombardier                                           | 300 km/h                       | 330 km/h                       | 2005               |                              |          |
| AVE Class 103                 | RENFE                          | Siemens Velaro        | Siemens                                                    | 310 km/h                       | 350 km/h                       | 2006               |                              |          |
| AVE Class 105                 | RENFE                          | Oaris                 | CAF                                                        |                                | 350 km/h                       | 2013               |                              |          |
| AVRIL                         | RENFE                          | AVRIL                 | Talgo                                                      |                                | 380 km/h                       | 2014               |                              |          |
| BR Class 370                  | InterCity (BR)                 | APT                   | BREL                                                       | 201 km/h                       | 249 km/h                       | 1980               |                              |          |
| BR Class 373 Eurostar         | Eurostar SNCF                  | TGV                   | Alstom                                                     | 300 km/h                       | 300 km/h                       | 1993               |                              |          |
| Siemens Velaro Eurostar e320  | Eurostar SNCF                  | Siemens Velaro        | Siemens                                                    | 320 km/h                       | 320 km/h                       | 2014               |                              |          |
| BR Class 390                  | Virgin Trains                  | Pendolino             | Fiat Ferroviaria                                           | 201 km/h                       | 225 km/h                       | 2002               |                              |          |
| BR Class 395 Javelin          | Southeastern                   | A-Train               | Hitachi                                                    | 225 km/h                       | 225 km/h                       | 2009               |                              |          |
| ČD 680                        | České dráhy                    | Pendolino             | Fiat Ferroviaria                                           | 160 km/h                       | 230 km/h                       | 2006               |                              |          |
| CRH1 E                        | Ministry of Railways           | Zefiro                | Sifang Bombardier                                          | 250 km/h                       | 250 km/h                       | 2009               |                              |          |
| CRH2 A, B & E                 | Ministry of Railways           | Shinkansen            | Sifang Kawasaki                                            | 250 km/h                       | 250 km/h                       | 2007               |                              |          |
| CRH2 C                        | Ministry of Railways           | Shinkansen            | Sifang                                                     | 300 km/h                       | 350 km/h                       | 2008               |                              |          |
| CRH3 C                        | Ministry of Railways           | Siemens Velaro        | Tangshan Siemens                                           | 300 km/h                       | 350 km/h                       | 2008               |                              |          |
| CRH5                          | Ministry of Railways           | Nuovo Pendolino       | Changchun Alstom                                           | 250 km/h                       | 250 km/h                       | 2007               |                              |          |
| CRH380 A & AL                 | Ministry of Railways           | Shinkansen (derivato) | Sifang                                                     | 300 km/h                       | 380 km/h                       | 2010               |                              |          |
| CRH380 B, BL & CL             | Ministry of Railways           | Siemens Velaro        | Tangshan Siemens                                           | 300 km/h                       | 380 km/h                       | 2011               |                              |          |
| CRH380 D & DL                 | Ministry of Railways           | Zefiro 380            | Sifang Bombardier                                          | 300 km/h                       | 380 km/h                       | 2012               |                              |          |
| ETR 401                       | Trenitalia                     | Pendolino             | Fiat Ferroviaria                                           | 250 km/h                       | 250 km/h                       | 1976               | 2008                         |          |
| ETR 450                       | Trenitalia                     | Pendolino             | Fiat Ferroviaria                                           | 250 km/h                       | 250 km/h                       | 1988               | 2015                         |          |
| ETR 460                       | Trenitalia                     | Pendolino             | Fiat Ferroviaria                                           | 250 km/h                       | 250 km/h                       | 1994               |                              |          |
| ETR 470                       | Trenitalia FFS Hellenic Train  | Pendolino             | Fiat Ferroviaria                                           | 200 km/h                       | 200 km/h                       | 1997               |                              |          |
| ETR 485                       | Trenitalia                     | Pendolino             | Fiat Ferroviaria                                           | 250 km/h                       | 280 km/h                       | 2005               |                              |          |
| ETR X 500                     | Ferrovie dello Stato Italiane  |                       | Fiat Ferroviaria Firema ABB-Tecnomasio AnsaldoBreda        | 250 km/h                       | 300 km/h                       | 1992               |                              |          |
| ETR 500                       | Trenitalia                     |                       | Alstom Bombardier AnsaldoBreda                             | 300 km/h                       | 360 km/h                       | 2004               |                              |          |
| ETR 600                       | Trenitalia                     | Nuovo Pendolino       | Alstom Italia                                              | 250 km/h                       | 280 km/h                       | 2008               |                              |          |
| ETR 610                       | Trenitalia FFS                 | Nuovo Pendolino       | Alstom Italia                                              | 250 km/h                       | 250 km/h                       | 2008               |                              |          |
| ETR 675                       | NTV                            | Nuovo Pendolino       | Alstom                                                     | 250 km/h                       | 250 km/h                       | 2017               |                              |          |
| ETR 1000 / V300 Zefiro        | Trenitalia                     | Bombardier Zefiro     | AnsaldoBreda Bombardier                                    | 300 km/h                       | 400 km/h                       | 2015               |                              |          |
| GMB Class 71                  | Flytoget                       | X2000                 | Strømmens Adtranz                                          | 210 km/h                       | 210 km/h                       | 1998               |                              |          |
| IC4                           | DSB                            |                       | AnsaldoBreda                                               | 200 km/h                       | 200 km/h                       | 2007               |                              |          |
| ICE 1                         | DB                             | ICE                   | Siemens ABB AEG Krauss-Maffei Krupp Thyssen-Henschel       | 280 km/h                       | 280 km/h                       | 1991-2020          |                              |          |
| ICE 2                         | DB                             | ICE                   | Siemens Adtranz                                            | 280 km/h                       | 280 km/h                       | 1995-2025          |                              |          |
| ICE 3, Class 403(3M)/406(3MF) | DB NS                          | Siemens Velaro        | Siemens Bombardier                                         | 320 km/h                       | 330 km/h                       | 2000               |                              |          |
| ICE 3 DB Class 407            | DB                             | Siemens Velaro        | Siemens                                                    | 320 km/h                       | 320 km/h                       | 2011               |                              |          |
| ICE T                         | DB ÖBB                         | Siemens Venturio      | Siemens DUEWAG Fiat Ferroviaria                            | 230 km/h                       | 230 km/h                       | 2005               |                              |          |
| ICE TD (Diesel)               | DB DSB                         | Siemens Venturio      | Siemens DUEWAG Fiat Ferroviaria                            | 200 km/h                       | 200 km/h                       | 2001               |                              |          |
| KTX-I                         | Korail                         | TGV                   | Alstom Hyundai Rotem                                       | 305 km/h                       | 330 km/h                       | 2004               |                              |          |
| KTX-II                        | Korail                         |                       | Hyundai Rotem                                              | 305 km/h                       | 330 km/h                       | 2010               |                              |          |
| KTX-III                       | Korail                         |                       | Hyundai Rotem                                              |                                | 400 km/h                       | 2013               |                              |          |
| RABDe 500                     | FFS                            | ICN                   | Bombardier GEC Alsthom                                     | 200 km/h                       | 230 km/h                       | 2000               |                              |          |
| NSB Class 73                  | NSB                            | X2000                 | Strømmens Adtranz                                          | 210 km/h                       | 210 km/h                       | 1999               |                              |          |
| Shinkansen 0                  | JNR JR Central JR West         | Shinkansen            | Nippon Sharyo Kawasaki Kinki Sharyo Kisha Hitachi          | 220 km/h                       | 220 km/h                       | 1964-2008          |                              |          |
| Shinkansen 100                | JNR JR Central JR West         | Shinkansen            | Hitachi Kawasaki Kinki Sharyo Nippon Sharyo Tokyu Car Corp | 230 km/h                       | 230 km/h                       | 1985-2012          |                              |          |
| Shinkansen 200                | JNR JR East                    | Shinkansen            | Hitachi Kawasaki Kinki Sharyo Nippon Sharyo Tokyu Car Corp | 240 km/h                       | 275 km/h                       | 1982-2013          |                              |          |
| Shinkansen 300                | JR Central JR West             | Shinkansen            | Hitachi Kawasaki Kinki Sharyo Nippon Sharyo                | 270 km/h                       | 270 km/h                       | 1992-2012          |                              |          |
| Shinkansen 400                | JR East                        | Shinkansen            | Hitachi Kawasaki Tokyu Car Corp                            | 240 km/h                       | 240 km/h                       | 1992-2010          |                              |          |
| Shinkansen 500                | JR West                        | Shinkansen            | Hitachi Kawasaki Kinki Sharyo Nippon Sharyo                | 300 km/h                       | 320 km/h                       | 1997               |                              |          |
| Shinkansen 700                | JR Central JR West             | Shinkansen            | Hitachi Kawasaki Kinki Sharyo Nippon Sharyo                | 285 km/h                       | 285 km/h                       | 1999               |                              |          |
| Shinkansen N700               | JR Central JR Kyushu JR West   | Shinkansen            | Hitachi Kawasaki Kinki Sharyo Nippon Sharyo                | 300 km/h                       | 330 km/h                       | 2007               |                              |          |
| Shinkansen 800                | JR Kyushu                      | Shinkansen            | Hitachi                                                    | 260 km/h                       | 285 km/h                       | 2004               |                              |          |
| Shinkansen E1                 | JR East                        | Shinkansen            | Hitachi Kawasaki                                           | 240 km/h                       | 240 km/h                       | 1994-2012          |                              |          |
| Shinkansen E2                 | JR East                        | Shinkansen            | Hitachi Kawasaki Nippon Sharyo Tokyu Car Corp              | 275 km/h                       | 275 km/h                       | 1997               |                              |          |
| Shinkansen E3                 | JR East                        | Shinkansen            | Kawasaki Tokyu Car Corp                                    | 275 km/h                       | 275 km/h                       | 1997-2014          |                              |          |
| Shinkansen E4                 | JR East                        | Shinkansen            | Hitachi Kawasaki                                           | 240 km/h                       | 240 km/h                       | 1997-2016          |                              |          |
| Shinkansen E5                 | JR East                        | Shinkansen            | Hitachi Kawasaki                                           | 300 km/h                       | 320 km/h                       | 2011               |                              |          |
| Shinkansen E6                 | JR East                        | Shinkansen            | Hitachi Kawasaki                                           | 300 km/h                       | 320 km/h                       | 2013               |                              |          |
| Sm3                           | VR Group                       | Pendolino             | FIAT Ferroviaria Rautaruukki Transtech                     | 220 km/h                       | 220 km/h                       | 1995               |                              |          |
| Sm6                           | Karelian Trains                | Pendolino             | Alstom                                                     | 220 km/h                       | 220 km/h                       | 2010               |                              |          |
| TCDD HT65000                  | TCDD                           |                       | CAF                                                        | 250 km/h                       | 260 km/h                       | 2009               |                              |          |
| TGV Sud-Est                   | SNCF                           | TGV                   | Alstom                                                     | 300 km/h                       | 300 km/h                       | 1981               |                              |          |
| TGV Atlantique                | SNCF                           | TGV                   | Alstom                                                     | 300 km/h                       | 300 km/h                       | 1989               |                              |          |
| TGV Réseau Thalys PBA         | SNCF Thalys                    | TGV                   | Alstom                                                     | 320 km/h                       | 320 km/h                       | 1991               |                              |          |
| TGV Duplex                    | SNCF                           | TGV                   | Alstom                                                     | 320 km/h                       | 320 km/h                       | 1995               |                              |          |
| TGV Thalys PBKA               | Thalys                         | TGV                   | Alstom                                                     | 300 km/h                       | 300 km/h                       | 1997               |                              |          |
| TGV POS                       | SNCF                           | TGV                   | Alstom                                                     | 320 km/h                       | 574.8 km/h                     | 2007               |                              |          |
| THSR 700T                     | THSR                           | Shinkansen            | Kawasaki Hitachi Nippon Sharyo                             | 300 km/h                       | 300 km/h                       | 2007               |                              |          |
| V250                          | NS SNCB Trenitalia             |                       | AnsaldoBreda                                               | 250 km/h                       | 250 km/h                       | 2012-2013          |                              |          |
| Velaro RUS [Sapsan]           | RZhD                           | Siemens Velaro        | Siemens                                                    | 250 km/h                       | 250 km/h                       | 2008               |                              |          |
| X2                            | SJ                             | X2000                 | Adtranz                                                    | 200 km/h                       | 200 km/h                       | 1989-2043          |                              |          |
| X3                            | Arlanda Express                | Coradia               | Alstom                                                     | 205 km/h                       | 205 km/h                       | 1998               |                              |          |
| X40                           | SJ                             | Coradia               | Alstom                                                     | 200 km/h                       | 200 km/h                       | 2006               |                              |          |
| X50 Regina, X52 & X54         | Skånetrafiken Veolia Transport | Regina                | Bombardier                                                 | 200 km/h                       | 200 km/h                       | 2000               |                              |          |
| Z-TER (Z 21500)               | SNCF                           |                       | Alstom Bombardier                                          | 200 km/h                       | 200 km/h                       | 2003               |                              |          |